# Juan Carlos Caballero Montañés
Juan Carlos Caballero Montañés (València, 7 de setembre de 1989) és un advocat i polític valencià, regidor a l'Ajuntament de València des de 2023. Ha estat diputat a les Corts Valencianes en les legislatures IX i X.

## Carrera
Llicenciat en Dret per la Universitat de València i amb postgrau en l'IESE Business School. És president de Nuevas Generaciones del PPCV, i en aquesta qualitat és membre de la Junta Directiva Nacional del Partido Popular. Del maig de 2013 a juliol de 2015 fou secretari general de l'Institut Valencià de la Joventut (IVAJ).
En setembre de 2015 va substituir Rita Barberà Nolla com a diputada elegida a les eleccions a les Corts Valencianes de 2015.

## Vida personal
És gai. El 2024, va anunciar que es casaria amb Javi Zamora, també militant del Partit Popular de la Comunitat Valenciana.